# Jörg Klein (Admiral)

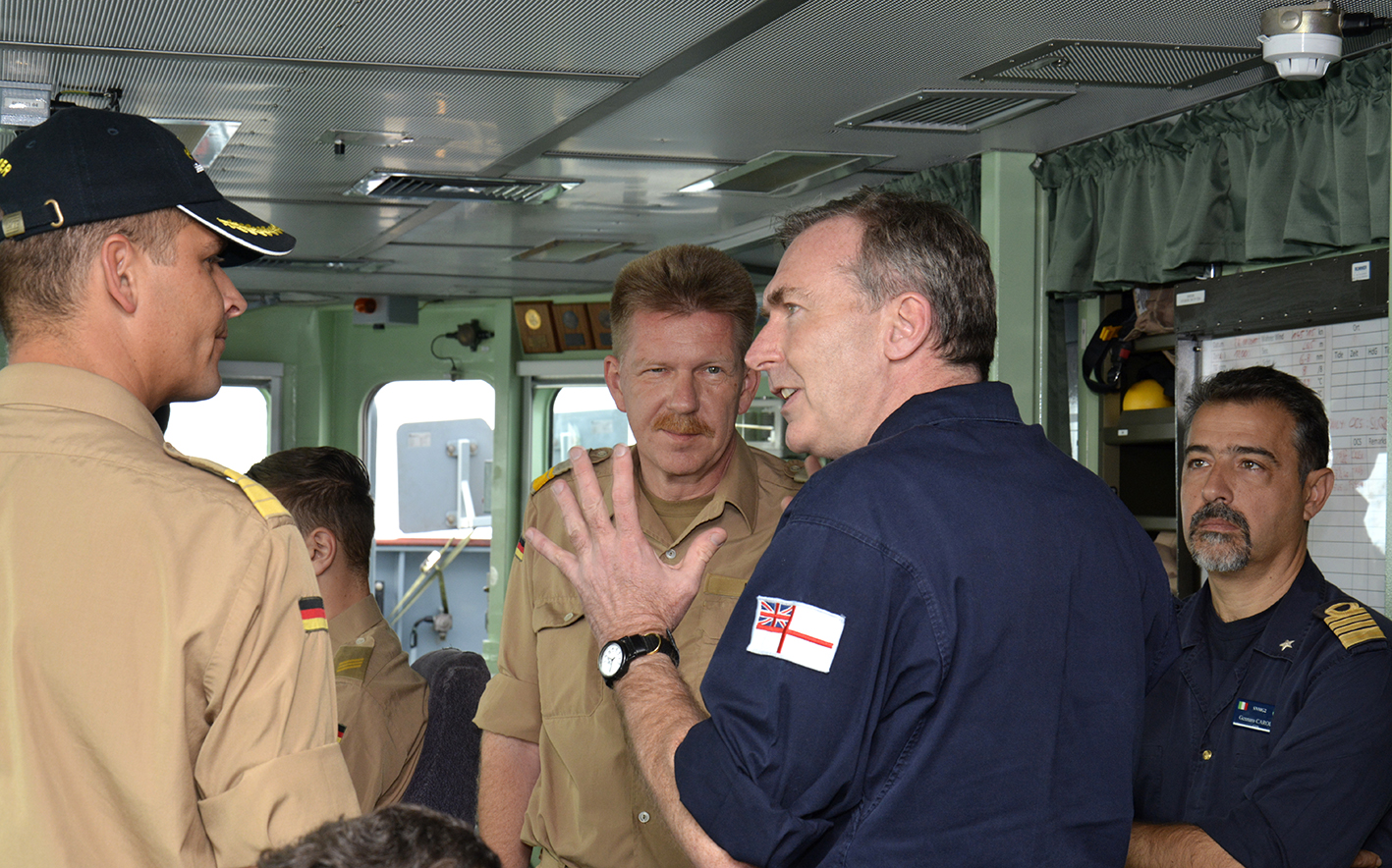
Konteradmiral Jörg Klein(Mitte, braunes Hemd) an Bord des SNMG2-Flaggschiffs, der Fregatte HAMBURG. (2015)

Jörg Klein (* 3. Juli 1961 in Bad Pyrmont) ist ein Konteradmiral der Deutschen Marine und der Stellvertreter des Befehlshabers im Einsatzführungskommando der Bundeswehr in Geltow.

## Militärische Laufbahn

### Ausbildung und erste Verwendungen
Klein trat 1980 in die Bundesmarine ein und absolvierte seine Ausbildung zum Marineoffizier mit der Crew VII/80. Das Studium der Pädagogik an der Universität der Bundeswehr in Hamburg schloss er als Diplom-Pädagoge ab. Im Januar 1985 wurde er in die Zerstörerflottille versetzt, in der er alle folgenden Bordverwendungen absolvierte. Er war unter anderem Artillerieoffizier auf den Zerstörern Bayern und Hessen, sowie Schiffsoperationsoffizier auf dem Zerstörer Hamburg und der Fregatte Niedersachsen. Klein nahm von 1993 bis 1995 am 35. Admiralstabsdienstlehrgang an der Führungsakademie der Bundeswehr in Hamburg teil.

### Dienst als Stabsoffizier
Klein diente als Erster Offizier der Fregatte Lübeck und war von 2004 bis 2006 Kommandant der Fregatte Bayern. Von April bis November 2005 war er „Flag Captain“ beim Kommandeur der Standing NATO Maritime Group 1.
Zu seinen Landverwendungen zählten Tätigkeiten im Führungsstab der Marine (Bundesministerium der Verteidigung) in Bonn, als Adjutant (Marine) beim Generalinspekteur der Bundeswehr, beim Internationalen Militärstab im NATO-Hauptquartier in Brüssel, an der Führungsakademie der Bundeswehr in Hamburg und beim Einsatzführungskommando der Bundeswehr in Geltow bei Potsdam. Seine letzte Verwendung als Stabsoffizier absolvierte er als Referatsleiter in der Abteilung Planung des Bundesministeriums der Verteidigung.

### Dienst als Admiral
Vom 25. Juni 2015 bis 19. Juni 2016 hielt Klein das Kommando über die Standing NATO Maritime Group 2. In dieser Funktion führte er ab Februar 2016 zugleich die NATO-Aktivität in der Ägäis im Rahmen der Flüchtlingskrise. Danach war er im Einsatzführungskommando der Bundeswehr tätig, zum 1. Januar 2017 übernahm er dort die Aufgaben des Chefs des Stabes. Im März 2020 wurde Klein, als Nachfolger von Generalmajor Thorsten Poschwatta, Stellvertreter des Befehlshabers im Einsatzführungskommando der Bundeswehr in Geltow.

## Privates
Admiral Klein ist verheiratet und hat zwei erwachsene Kinder.